# CTV National News
CTV National News ist eine nationale Nachrichtensendung der CTV Globemedia, die heute zu Bell Media gehört. In der Sendung werden über die wichtigsten täglichen nationalen und internationalen Ereignisse berichtet. Die Ausstrahlung erfolgt täglich um 22.00 Uhr auf CTV.
Die Sendung kann, wie viele weitere Nachrichtensendungen, des Vortages können auf der Webseite von CTV National News, als Stream abgerufen werden.